# استان ترهونه و مسلاته
ترهونه و مسلاته نام یکی از استان‌های سابق کشور لیبی است.